# Император Франц (линейный корабль, 1821)
«Император Франц» — парусный 110-пушечный линейный корабль Черноморского флота Российской империи. Назван в честь императора Австрии, союзника по Священному союзу.

## История службы
Корабль «Император Франц» был заложен в Херсоне и после спуска на воду в 1821 году вошёл в состав Черноморского флота.
В составе эскадр находился в практических плаваниях в Чёрном море в 1822, 1823 и 1825 годах.
Принимал участие в русско-турецкой войне. 21 апреля 1828 года вышел из Севастополя в составе эскадры вице-адмирала А. С. Грейга под флагом вице-адмирала Ф. Ф. Мессера. 2 мая прибыл к Анапе, где 6 мая высадил десант, но из-за большой осадки не смог подойти близко к берегу и в обстреле крепости участия не принимал. 15 мая ушёл в Севастополь во главе эскадры вице-адмирала Ф. Ф. Мессера с ранеными и больными на борту. После чего направился к Коварне для прикрытия судов, доставлявших снабжение русским войскам. 13 июля к Коварне подошла эскадра А. С. Грейга и «Император Франц» вместе с флотом ушёл к Варне.
Принимал участие в блокаде Варны. 22 июля в составе флота подошел к крепости. 7 августа в составе эскадры, маневрируя под парусами, в течение трех часов интенсивно бомбардировал крепость на ходу. 6 октября после капитуляции Варны ушёл вместе с эскадрой и к 12 октября прибыл в Севастополь.
19 апреля 1829 года в составе эскадры адмирала А. С. Грейга пришел из Севастополя в Сизополь. С 26 апреля по 3 мая и с 15 по 26 мая в составе эскадры выходил в крейсерство к проливу Босфор.
В июне 1829 года часть экипажа перешла на фрегаты «Флора» и «Штандарт», поэтому в море не выходил и стоял у Сизополя для защиты города с моря. 7 июля ушел в Севастополь с больными и ранеными на борту. К 29 июля вернулся в Сизополь, доставив туда 1458 солдат и офицеров. 7 августа вновь вновь транспортировал в Севастополь раненых и больных из Сизополя.
В 1830 году выходил в крейсерство в Чёрное море, а в 1832 году «Император Франц» разобран.

## Командиры корабля
Командирами линейного корабля «Император Франц» в разное время служили:
- П. А. де Додт (1822 год);
- К. Ю. Патаниоти (1823 год);
- М. Е. Снаксарев (1825—1827 годы);
- М. А. Уманец (с 1828 года по 6 июня 1829 года);
- Н. Ю. Патаниоти (с 6 июня по октябрь 1829 года).